# 東京維新の会
東京維新の会（とうきょういしんのかい）は、日本の政治団体（地域政党）である。2012年9月27日に結成され、2013年12月2日に解散した。
後述するように当団体は2013年（平成25年）5月頃から国政政党「日本維新の会」の地方支部である「日本維新の会東京都総支部」（以下「維新東京支部」と表記）と不可分一体となり、団体独自の活動が見られなくなった。そして同年12月の解散も同支部への統合という色彩が強い。そのため当記事では同支部についても併せて解説する。

## 概要

### 発足と「憲法無効論」問題
自民党・民主党を離党した都議3名が2012年（平成24年）9月10日に設立した東京都議会内の会派「東京維新の会」を母体として、9月27日付で政治団体として結成された。
結成当初は維新政治塾塾生の野田数都議を代表に据えた上で、日本維新の会（第一期）の傘下団体として同年の第46回総選挙に向けた活動を行うとしていたが、10月上旬に起きた大日本帝国憲法復活請願問題がきっかけとなって日本維新の会側から連携を停止されるという事態に陥った。
これを受けて請願を紹介した野田都議が代表を辞任。相談役で大阪府市特別顧問の山田宏元杉並区長が後任の代表となり、憲法無効論を採らず日本維新の会と同様に改憲を目指すと表明したことで連携を回復、11月14日付で正式な地方組織入りに漕ぎ着けた。また同月中に団体の公式サイトとTwitterアカウントを開設している。

### 各種選挙の結果
2012年（平成24年）12月16日に執行された第46回総選挙では、山田代表が東京19区、野田前代表が東京20区から日本維新の会の公認候補として出馬。両名とも小選挙区では大差で敗れたものの、山田代表は比例東京ブロックで復活当選を果たした。また同日執行の都知事選では推薦候補の猪瀬直樹が当選している。
総選挙後は2013年（平成25年）6月の都議選を目指した活動を行っていたが、同年5月頃に山田を代表とする維新東京支部が発足するとそちらに公式サイトを統合。公式Twitterの更新も4月24日を最後に途絶し、以後は東京維新の会としての独自の活動は見られなくなった。
都議選では当初は単独過半数を目指すとし、実際には現職3人・元職3人・新人28人の計34候補を擁立したものの、橋下徹共同代表の従軍慰安婦発言に端を発した支持率低迷の煽りを受け、勝敗ラインを「自民・公明両党による過半数阻止」「みんなの党と合わせて第一党」「議案提出権を得られる11議席獲得」「現有3議席の維持」と次々に引き下げていった。さらにはこの橋下発言に反発したみんなの党から告示前に相互推薦の選挙協力を解消され、日本維新の会は更なる苦境に追い込まれた。
6月23日に行なわれた都議選の開票の結果、日本維新の会の公認34候補者は柳ヶ瀬裕文と石川良一の現職2人のみの当選に留まり、公示前議席を下回る惨敗を喫した。野田前代表や栗下善行ら東京維新の会の結成メンバーも落選している。なお当選した2議員は会派名を「日本維新の会東京都議団」としたため、「東京維新の会」の名前は姿を消すことになった。
直後の参院選でも低迷傾向には歯止めがかからず、東京都選挙区（改選定数5）ではアナウンサーの小倉淳を公認候補として擁立したものの、413,637票で7位（惜敗率67.5%）と当選には及ばなかった。

### 解散とその後
参院選後の9月14日、同会は日本維新の会東京支部としての総会を開催し、役員人事や規約の承認を行って、東京維新の会としての独自性は失われた。その後、同年12月2日に東京都選挙管理委員会へ解散届を提出し、1年3ヶ月間の活動に幕を引いた。なお、東京都の公報では翌2014年（平成26年）の3月17日に団体の解散が公示された。
東京維新の会の解散後、2名の所属都議はそのまま日本維新の会東京都議団に所属し、2014年2月13日にはみんなの党を継ぐ結いの党と都議会院内会派「結いと維新」を結成したが、結いの党との正式合併に反発した元代表の山田は「日本維新の会」総支部メンバーの石原や今村と共に同年8月の次世代の党結党に参加し、幹事長となった。同年12月の第47回総選挙で山田・石原・今村はいずれも落選したが、山田は2016年（平成28年）7月の第24回参院選で自民党から当選し、国政と自民党への復帰を果たした。一方、都議の2人は維新の党所属となったが、同党による民主党との合同路線に柳ヶ瀬は同意せず、2015年（平成27年）11月20日付で都議会維新の党を離脱して一人会派「東京維新の会」を結成し、同年に結成していたおおさか維新の会、続いてこれを2016年に改組した日本維新の会（第二期）に参加し、日本維新の会の支部として改めて「東京維新の会」が結成された。同会では藤巻健史代表と石井苗子顧問の二人が旧東京維新の所属経験を持たずに役職に就いているが、柳ヶ瀬の他にも伊藤が衆院小選挙区支部長、小林が現職区議として所属し、旧東京維新とは一定の人脈継続性を持っている。
維新の党に残留した石川は2016年の民進党結成に参加した。初代代表の野田は同年7月の都知事選で以前秘書を務めていた小池百合子の選挙対策責任者となってその当選に貢献し、当選後は政策担当の特別秘書に任命された後、2017年（平成29年）1月には小池を支持する地方議員が結成した都民ファーストの会の初代代表となって、再び東京の地域政党の代表を務める事になった。
この一連の政治団体活動の発足と解散に先立ち、発明家・政治活動家である中松義郎（ドクター中松）は2011年12月16日に「東京維新の会」の商標登録を申請し、自らの先願性を主張したが、特許庁に拒絶された。中松は同査定への不服請求を行い、2014年2月25日に請求不成立とする審決が下された後には知的財産高等裁判所で審決取消訴訟を起こした。同政治団体が審決時には既に解散していた事を中松は指摘したが、同年9月11日の知財高裁判決は政治団体解散の公示が審決後に行なわれた事を理由にしてその妥当性を認め、商標法第4条第1項6号により公知の存在である日本維新の会や著名性の高い東京維新の会については当面、同一・類似商標の登録を認めないのは妥当であるとして、中松の請求を棄却した。

## 沿革
- 2012年（平成24年）
  - 9月10日 - 東京都議会に新会派「東京維新の会」を設立。
  - 9月27日 - 東京都選挙管理委員会に設立届を提出して政治団体となる。同時に日本維新の会の傘下入りを発表。
  - 10月4日 - 都議会本会議で大日本帝国憲法の復活確認を求める請願に賛成票を投じる。
  - 10月10日 - 上記請願への賛成を理由に日本維新の会から連携の停止を申し渡される。野田数代表は謝罪文を提出。
  - 11月14日 - 代表を山田宏相談役に交代。正式に日本維新の会の地方組織となる。
  - 11月17日 - 日本維新の会が山田代表の公認を発表。党の公式サイトとTwitterアカウントを開設。
  - 11月21日 - 日本維新の会が野田前代表の公認を発表。
  - 12月16日 - 第46回総選挙。山田代表は比例復活当選、野田前代表は落選。同日の都知事選で推薦候補の猪瀬直樹が当選。
- 2013年（平成25年）
  - 5月1日 - 維新東京支部の公式サイト開設。これに伴い東京維新の会公式サイトを閉鎖。
  - 6月23日 - 都議選で公示前議席を下回る2議席と惨敗。
  - 7月21日 - 第23回参院選。東京都選挙区から出馬した公認候補の小倉淳が落選。
  - 9月14日 - 維新東京支部の総会。山田代表が留任。
  - 12月2日 - 東京都選挙管理委員会に政治団体解散届を提出[3]。
- 2014年（平成26年）
  - 3月17日 - 東京都公報で東京維新の会の解散が公示。

## 政策
日本維新の会が掲げる維新八策を受け入れるとしているほか、東京都版維新八策として以下のような政策を掲げている。なお東京都版維新八策は、東京維新の会が作成したものを維新東京支部でほぼそのまま引き継いでいる。
- 議員定数を127から100に減らし、議員報酬を30%削減する。
- バス・地下鉄・水道などのインフラを完全民営化し、都職員を10年で30%削減する。
- 発送電分離と電力自由化を促進し、脱原発依存体制の構築に努める。
- 生活保護を現金支給から現物支給に切り替える。
- 東京オリンピックの開催やカジノ誘致を推し進めて地域を活性化させる。

発足当時の石原慎太郎都政に対しては与党として協力する姿勢を示していた。また2012年（平成24年）12月の都知事選では石原知事から後継指名を受けた猪瀬直樹を推薦していた。

### 日本国憲法無効論
2012年（平成24年）10月4日の都議会本会議において、「我々臣民としては、国民主権という傲慢な思想を直ちに放棄」すべきとして、憲法無効論に基づく大日本帝国憲法の復活確認を求める請願に賛成票を投じた。請願は憲法無効論者である弁護士の南出喜久治ほか5034人により提出され、野田代表と土屋敬之都議（当時は無所属、現在は日本維新の会所属）が紹介者となったものである。9月18日に開かれた総務委員会では全会派の反対で不採択とすべき旨の議決がなされ、本会議でも東京維新の会所属の3名と土屋の計4名が賛成に回ったものの、民主・自民・公明・共産・生活者ネット各党などの反対により否決された。
この件に関して上部組織にあたる日本維新の会の橋下徹代表は、憲法無効論は理論的にはともかく実際には一般有権者の支持を得られない主張であり、党として採用することは無いとしつつも、10月9日の時点では、「地方議会は維新八策のうち地方に関係することは100%賛同してもらわないといけないが、そうでない部分は政治家の自由行動だ」と記者らに述べ、東京維新の会の行動を容認する姿勢を見せていた。
ところが日本維新の会の内部から批判が噴出したこともあり翌10日には一転、「上記請願への賛成は維新八策に反する。完全に政策で一致しないと連携はありえない」として両党の連携を保留するとの通知がなされ、橋下代表も、「大日本帝国憲法復活なんてマニアの中だけの話だ。謝罪文を提出するくらいならパフォーマンスめいたものはやめてほしい」と東京維新の会への不快感を示すようになった。
この事態を受けて野田代表は、「憲法無効論は石原都知事も支持しており東京では受け入れられている」と反論しつつも、「憲法無効論者である都知事との関係に配慮して賛成したが、軽率だった。引き続き日本維新の傘下に入ることを目指し、今後はすべての指示に従う」として、日本維新の会に謝罪文を提出し、代表を辞任する意向を示した。日本維新の会は執行役員会を開いて今後の連携や野田代表らの入党の是非を検討するとした。
11月になって野田代表は正式に辞任し、後任に党相談役で日本維新の会の次期総選挙公認候補に内定していた山田宏元杉並区長が就任した。山田新代表は憲法無効論を採らず改憲を目指すと表明したこともあり、同月14日付の協定で正式に日本維新の会の地方支部として認められる運びとなった。

## 役員・議員

### 東京維新の会
東京維新の会の公式サイトに掲載されていた役員・議員は以下の通り。
| 氏名       | 前所属政党 | 備考                     |
| ---------- | ---------- | ------------------------ |
| 山田宏     | 日本創新党 | 代表、衆議院議員         |
| 柳ヶ瀬裕文 | 民主党     | 東京都議会議員           |
| 佐々木浩   | 日本創新党 | 杉並区議会議員           |
| 野田数     | 自由民主党 | 前代表、元東京都議会議員 |
| 栗下善行   | 民主党     | 元東京都議会議員         |
| 山本閉留巳 | 日本創新党 | 元港区議会議員           |

### 日本維新の会東京都総支部
維新東京支部の公式サイトに掲載されていた役員は以下の通り。
| 役員         | 役員       | 役員                     | 役員       | 役員                       |
| 役職         | 氏名       | 身分                     | 前所属政党 | 備考                       |
| ------------ | ---------- | ------------------------ | ---------- | -------------------------- |
| 代表         | 山田宏     | 衆議院議員（比例東京）   | 日本創新党 | 東京維新の会代表           |
| 副代表       | 今村洋史   | 衆議院議員（比例東京）   | 太陽の党   |                            |
| 幹事長       | 柳ヶ瀬裕文 | 東京都議会議員（大田区） | 民主党     |                            |
| 政務調査会長 | 石川良一   | 東京都議会議員（南多摩） | 無所属     |                            |
| 最高顧問     | 石原慎太郎 | 衆議院議員（比例東京）   | 太陽の党   | 日本維新の会共同代表       |
| 顧問         | 中山恭子   | 参議院議員（比例）       | 太陽の党   |                            |
| 党紀委員長   | 伊藤公介   | 元衆議院議員（東京23区） | 自由民主党 | 伊藤俊輔東京23区支部長の父 |
| 事務局長     | 山本閉留巳 | 元港区議会議員           | 日本創新党 |                            |

上記の表に掲載されていなかった地方議員は以下の4名。
| 特別区議会議員 | 特別区議会議員 | 特別区議会議員 |
| 氏名           | 自治体         | 前所属政党     |
| -------------- | -------------- | -------------- |
| 佐々木浩       | 杉並区         | 日本創新党     |
| 松田哲也       | 目黒区         | みんなの党     |
| 戌亥宗和       | 北区           | みんなの党     |
| 小林等         | 葛飾区         | 民主党         |

## その他
- 政治活動家の雄上統が2011年東京都知事選挙に出馬する際に結成した「東京維新の会」や、民主党所属の議員が2011年（平成23年）2月に結成した「東京維新の会」とは無関係である。